# 1850年協定
1850年協定（1850ねんきょうてい、Compromise of 1850）は、米墨戦争（1846年〜1848年）で獲得した領地と奴隷制の議論で決められた一連の法律。
5つの法律が南部の奴隷所有州と、自由州の利益のバランスを取った。

## 概要
カリフォルニア州は自由州として承認され、テキサス州は現在のニューメキシコ州のあるリオグランデ川の東側の土地を手放す埋め合わせとして資金を受け取った。ニューメキシコ準州（現在のアリゾナ州とユタ州を含む）は個別の奴隷制の禁止なしに編入された。奴隷貿易（奴隷制そのものではなく）はワシントンD.C.で廃止され、全てのアメリカの公民に対して逃亡奴隷の返却を支援することを要求した新しい逃亡奴隷法が可決された。
この議案は、ホイッグ党のヘンリー・クレイ上院議員によって策定され（可決には至らなかった）、民主党のスティーブン・ダグラス上院議員によって可決に導かれた。ホイッグ党のダニエル・ウェブスター上院議員がそれを助け、ジョン・C・カルフーン上院議員は反対した。この協定は、反対していたザカリー・テイラー大統領の死後に可能になった。テイラー大統領の後継者は、協定を強く支持していた副大統領のミラード・フィルモアだった。
アメリカでの局地的な緊張を一時的に取り除き、脱退の重大局面と南北戦争を延期した。協定によって、メキシコから得た領土に奴隷制を認めないとするウィルモット条項が法律になるのを妨げた。その代わりに、協定はニューメキシコ準州での人民主権の原則を承認した。様々な協定は、4年間政争を小さくさせたが、この一時的な小康状態は、後のカンザス・ネブラスカ法（1854年）で粉砕された。